# Аверкиевы
Аве́ркиевы (Оверкиевы) — древний русский дворянский род.
Род внесён в VI часть дворянской родословной книги Ярославской и Симбирской губерний.
Остальные рода более позднего происхождения и внесены в иные части родословных книг Санкт-Петербургской, Ярославской, Тульской и Нижегородской губерний.

## История рода
В конце XV столетия Аверкиевы владели поместьями в Новгородской области. Опричником Ивана IV Васильевича Грозного числился Иван Фёдорович Оверкиев (1573). Иван и Проня Ураковы, Горелко и Федот Облязовы дети Аверкиевы показаны, как бывшие помещики Вяземского, а Воин Степанович Зарайского уездов (1594—1595).
Дмитрий Гаврилович объезжий голова в Москве (1618). Лаврентий Иванович († 1645), московский дворянин (1627—1640), владел поместьем в Московском уезде (1623—1640), воевода в Кетском остроге (1627), Муроме (1631). Феофан Андреевич владел поместьем в Рязанском уезде (1651).
Шесть представителей рода владели населёнными имениями (1699).

## Описание герба
Герб статского советника Егора Аверкиева: в верхней половине щита, разделенной до середины двумя диагональными чертами, в серебряном поле изображена птица сокол с распростертыми крыльями, а по бокам в голубом поле по одной золотой звезде. В нижней половине, в красном поле, ездок на белой лошади, скачущий с поднятым мечом в левую сторону. Щит увенчан дворянским шлемом и короною с страусовыми перьями. Намёт на щите красный и голубой, подложенный золотом.
Герб внесён в Часть 1 № 4 Сборника дипломных гербов Российского дворянства не внесённых в Общий гербовник. Дата пожалование (06.04.1828)

## Известные представители
- Аверкиев Лаврентий — письменный голова, воевода в Тобольске (1626—1628).
- Аверкиев Яков Харлампиевич — солововский городовой дворянин (1631).
- Аверкиев Порфирий Ламанович — московский дворянин (1640—1658).
- Аверкиев Степан — таможенный голова в Устюге (1654).
- Аверкиев Богдан — дьяк (1663).
- Аверкиев Пров Феофанович — московский дворянин (1676—1677)[2][4].